# 試製四式車載重機関銃
試製四式車載重機関銃（しせいよんしきしゃさいじゅうきかんじゅう）は、第二次世界大戦中に大日本帝国陸軍が試作した車載機関銃（重機関銃）。

## 概要
本銃は従来の九七式車載重機関銃に代わる、さらに故障が少なく、命中精度に優れるものとして開発が始められた。
原型となったのは航空機用であるドイツのラインメタルMG15とMG17で、前者は既に陸軍で九八式旋回機関銃として国産化（ライセンス生産）されており、後に海軍でも一式七粍九旋回機銃として国産化（ライセンス生産）された。
1940年（昭和15年）9月、立川の陸軍航空技術研究所（技研）からMG15とMG17が貸し出され、射撃試験が行われた。また1941年（昭和16年）1月には7.7mm銃身に換装した車載型の試験が行われ、3月には薬莢と薬室の設計を改良、4月には「試製重機関銃Ⅰ型」の名で全体の設計が開始された。
その後1942年（昭和17年）3月までに実用試験を完了させる計画であったが果たせず、1944年（昭和19年）6月に「試製四式車載重機関銃」の名で伊良湖射撃場での試験が記録されているが、終戦までに実用化されることはなかったという。
本銃の設計の元となったMG 15とMG 17は、MG 30の発展型であり、また、ドイツの多用途機関銃であるMG 34もMG 30を元に設計された機関銃である。よって試製四式車載重機関銃は、MG 34と同じ系譜の機関銃ということになる。